# A Man of Sorrow
A Man of Sorrow è un film muto del 1916 diretto da Oscar C. Apfel. La sceneggiatura si basa su Hoodman Blind, lavoro teatrale di Wilson Barrett e Henry Arthur Jones andato in scena a New York il 30 novembre 1885.

## Trama
Vedendo la moglie con un altro uomo, il marito la lascia, abbandonando anche il figlio, deciso a suicidarsi per la disperazione. Al molo, dove si è recato per porre fine alla propria vita, vede una donna che tenta il suicidio buttandosi in mare. Lui, allora, si lancia in acqua per salvarla. La donna è quasi una sosia di sua moglie e, prima di morire, lei - che l'ha riconosciuto - gli racconta di essere una zingara, ma anche la sorellastra della moglie che non sa nulla della loro parentela. Un ammiratore della moglie, che voleva rovinare il suo matrimonio, l'ha assoldata per farsi vedere da lui insieme a un altro uomo, così da fargli credere che la moglie lo tradisse. Il marito rintraccia l'uomo che ha ordito il piano e, dopo averlo messo a terra, lo consegna alla polizia dato che è ricercato per omicidio. Quando torna a casa, il marito spiega tutto alla moglie, chiedendole perdono per aver dubitato di lei.

## Produzione
Il film fu prodotto dalla Fox Film Corporation.

## Distribuzione

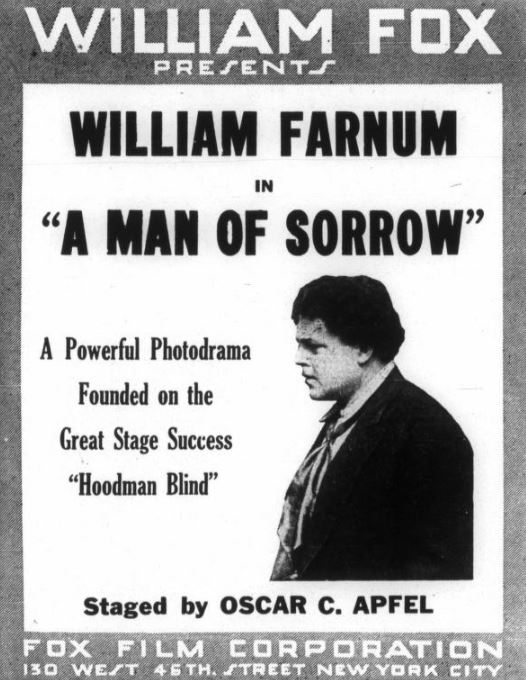
Pubblicità su Variety (21 aprile 1916)

Il copyright del film, richiesto da William Fox, fu registrato il 23 aprile 1916 con il numero LP8137. Distribuito dalla Fox Film Corporation, il film uscì nelle sale cinematografiche statunitensi il 23 aprile 1916.
Non si conoscono copie ancora esistenti della pellicola che viene considerata presumibilmente perduta.